# Lena Rice
Helena "Lena" Bertha Grace Rice (21. juni 1866 i Marlhill, County Tipperary, Irland – 21. juni 1907) var en irsk tennisspiller. Hun er (pr. 2021) den eneste irer, der har vundet Wimbledon-mesterskabet i damesingle.
Rice blev født som Helena Bertha Grace, og hun var den næstyngste af Spring Rice og Anna Gordes børn. Hun havde to brødre, Henry og Spring, og fire søstre, Bess, Connie, Annie og Lucy. Lena spillede ofte tennis med sin søster Annie, og de lærte spillet derhjemme i 1880'erne i familiens store have i Marlhill. Familiens held varede dog ikke ved, og efter Spring Rices død, forfaldt husstanden til en tilstand af armod.
Lena spillede i Cahir Lawn Tennis Club, som havde fire tennisbaner og to kroketplæner. Hun havde en kraftfuld serv og en fremragende forhånd, og hun trænede ofte med mænd.
Hendes søster, Annie, som også spillede turneringstennis, men som regel tabte i første runde, rejste sammen med sin søster til Lenas kampe. Lenas første turnering uden for County Tipperary var de irske mesterskaber i Fitzwilliam Lawn Tennis Club i maj 1889. Hun tabte i semifinalen til Blanche Hillyard – den femdobbelte Wimbledon-mester. Hun fik dog revanche i mixed double-finalen, hvor hun sammen med Willoughby Hamilton vandt titlen ved at besejre Mrs Hillyard og Henry Stone med 6–4, 5–7, 6–4.
Den efterføglende måned spillede hun i Lawnsdowne Handicap Challenge, hvor hun blev nr. 2 i singleturneringen. Derefter rejste hun til England med sin søster for at deltage i Wimbledon-mesterskaberne for første gang. Lena kæmpede sig frem til finalen, hvor hun igen mødte Mrs Hillyard. Efter næsten to timer på Centre Court havde den irske kvinde tre matchbolde for at sikre sig til titlen som Wimbledon-mester i 1889. Hun formåede imidlertid ikke at holde hovedet koldt, og Mrs Hillyard vandt de næste tre partier og kampen 4–6, 8–6, 6–4. Rice vendte skuffet og udmattet tilbage til Irland.
Året efter tabte Rice i damesinglefinalen i de irske mesterskaber til Louise Martin i en kamp, hvor hun ellers var favorit. I Wimbledon-turneringen havde Rice ingen problemer med at spille sig frem til finalen, hvor hendes modstander var May Jacks. Året før havde Rice vundet stort over hende i semifinalen. På finaledagen, den 4. juli 1890, vandt Rice første sæt med 6-4. I kampens sidste parti forbløffede Lena alle og enhver, da Jacks slog et slag, der hoppede i op i hovedhøjde. Rice hoppede op og smashede bolden nedad, hvorved hun introducerede smashen i tennis. Hun vandt andet sæt med 6-1 og blev den første irske kvinde, der vandt Wimbledon-mesterskabet.
Rice var 24 år og 14 dage gammel, og i løbet af kampen havde hun vundet 58 point, mens Jacks kun havde vundet 42. Hun fik overrakt 50 guineas Challenge Trophy sammen med en pengepræmie på 20 guineas, et guldarmbånd og en ring med diamanter og smaragder.
Efter Wimbledon-sejren trak Rice sig tilbage fra turneringstennis. Hun døde af tuberkulose på sin 41-års-fødselsdag.